# Multimedija
Multimedija je složenica od dvije riječi multi (mnoge/mnoga) i medija. Kao pojam obilježava sadržaj i medij koji se koristi kombiniranjem dvije ili više izražajnih formi. Za razliku od umjetnosti, multimedija sadrži zrno interaktivnosti, gdje subjekt odnosno gledalac može utjecati na tok reprodukcije. Multimedija se obično koristi za opisivanje sadržaja koristeći kombinaciju teksta, slika, pokretnih slika, animacije zvuka te interaktivnog sadržaja. U mnogim slučajevima multimedija je snimljena i reproducirana na informatičkim uređajima (računalo ili DVD uređaj), no u mnogim slučajevima koristi se kombinacija s mehaničkim uređajima, orkestrima, laserima itd. Multimedija je podjeljena u dva razreda s obzirom na tok reprodukcije: linearna i nelinearna (interaktvina). Svoju punu primjenu multimedija nalazi u području web dizajna prilikom kreiranja web stranica.